# Przezskórna gastrostomia endoskopowa

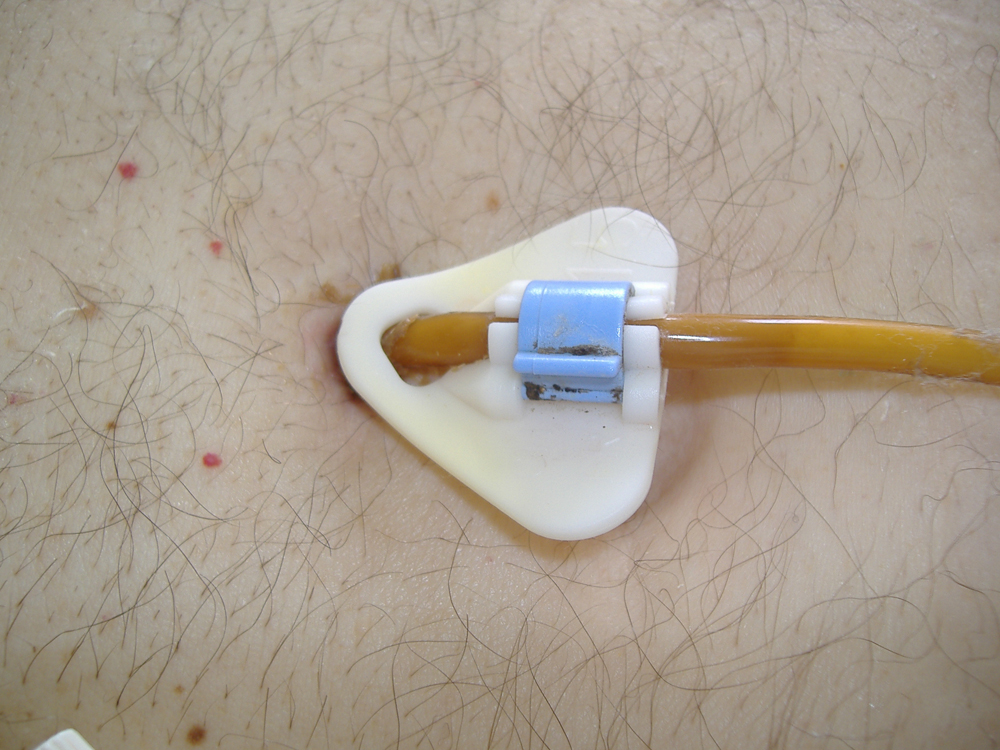
Przezskórna gastrostomia endoskopowa

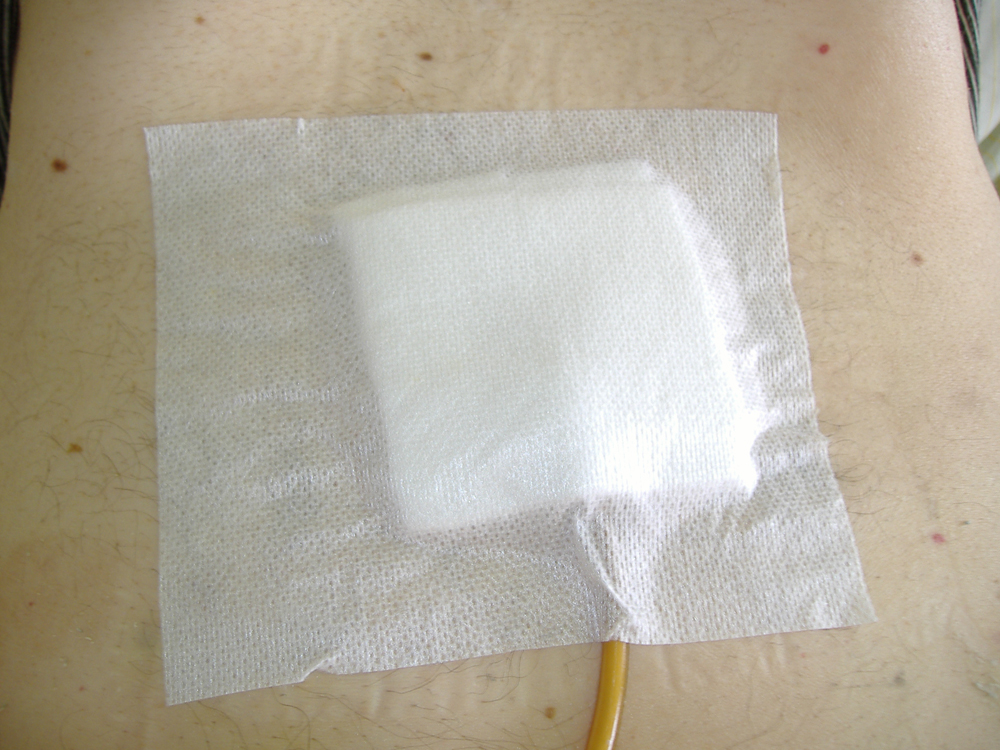
Przezskórna gastrostomia endoskopowa z nałożonym opatrunkiem ochronnym

Przezskórna gastrostomia endoskopowa, PEG (od ang. percutaneous endoscopic gastrostomy) – zabieg endoskopowy polegający na umieszczeniu w żołądku sondy poprzez ściany jamy brzusznej. Stosuje się go głównie w celu odżywiania pacjentów niemogących przyjmować pokarmów drogą doustną. 
Po raz pierwszy PEG została wykonana w 1980 roku w Cleveland Clinic przez Gauderera i Ponsky'ego. Zabieg dotyczył dzieci.

## Wskazania
Według wytycznych Europejskiego Towarzystwa Żywienia Klinicznego i Metabolizmu przezskórną gastrostomię endoskopową należy rozważyć w leczeniu:
- chorób nowotworowych jamy nosowej, gardła, krtani (nowotwory głowy i szyi), raka przełyku – jako zabieg paliatywny lub czasowo w trakcie leczenia (zabieg chirurgiczny, chemioterapia, radioterapia)
- zaburzeń połykania w następstwie chorób neurologicznych, na przykład udaru mózgu, guza mózgu, porażenia opuszkowego, choroby Parkinsona, zmian pourazowych
- stanów chorobowych, w przebiegu których dochodzi do niedożywienia: AIDS, zespołu krótkiego jelita, mukowiscydozy, choroby Crohna, przewlekłej niewydolności nerek.

## Przeciwwskazania
Przeciwwskazaniami do przezskórnej gastrostomii endoskopowej są:
- zaburzenia krzepnięcia
- zrakowacenie otrzewnej (carcinomatosis peritonei)
- duże wodobrzusze
- zapalenie otrzewnej
- jadłowstręt psychiczny
- ciężka psychoza
- stan terminalny.